# رينيه فريدمان
رينيه فريدمان (بالإنجليزية: Renée Friedman)‏ هي عالمة مصريات أمريكية، ولدت في القرن العشرين.

## وصلات خارجية
- رينيه فريدمان على موقع IMDb (الإنجليزية)